# Service flottant
 (août 2024).
Si vous disposez d'ouvrages ou d'articles de référence ou si vous connaissez des sites web de qualité traitant du thème abordé ici, merci de compléter l'article en donnant les références utiles à sa vérifiabilité et en les liant à la section « Notes et références ».
 (mars 2014).
- Si vous ne connaissez pas le sujet, laissez ce bandeau (vous pouvez alors contacter les auteurs).
- Si vous supprimez le contenu mis en cause (vous pouvez préalablement contacter les auteurs),

argumentez précisément cette suppression dans la page de discussion
(un manque de référence n'est pas un argument ; une recherche réelle de référence doit avoir été effectuée, être formellement documentée).
Le service flottant est, avec le service « top spin », l'un des services du volley-ball considérés comme les plus efficaces.

## Préambule
La capacité à gagner un match de volley-ball est complètement déterminée par la précision et le contrôle des deux premiers contacts avec la balle : le service et la première passe.  Une erreur au cours d'un de ces contacts compromet grandement le gain du point.  Le service étant la première occasion d'attaque, il est nécessaire de le maîtriser.  Généralement, il existe deux types de service considérés comme les plus efficaces : le service “top spin” et le service flotteur.  Quand ces services sont maîtrisés, ils illustrent parfaitement des effets de la physique aérodynamique et la mécanique des fluides.  Le service “top spin” démontre l'effet Magnus tandis que le service flotteur démontre l'effet de la turbulence.
Le service flotteur est efficace grâce à sa trajectoire qui est quasiment impossible à prévoir. La déviation aléatoire de sa trajectoire (sur le plan vertical et horizontal) et le ralentissement de la balle sont les caractéristiques qui classifient le service comme flotteur. Son mouvement aérien est semblable à celui observé au lancer de baseball : le knuckleball.  La trajectoire de la balle est causée par l'effet aérodynamique de la turbulence et la force de résistance (friction de l'air).

## L'écoulement de l'air
La turbulence est un terme de mécanique des fluides qui décrit l'état tourbillonnant d'un liquide ou un gaz.  Un objet traversant un fluide est sujet à une force de résistance créée par la friction entre le fluide et la surface de l'objet. Le fluide est alors sujet à un écoulement soit laminaire, soit turbulent autour de l'objet (cf. nombre de Reynolds). 
Lorsqu'un objet se déplace lentement en laissant un sillage calme dans le fluide, les forces visqueuses dominent et l'écoulement autour de l’objet est dit laminaire. Prenons l'exemple du passeur dans le volley-ball qui suspend la balle en l'air pour permettre aux frappeurs d'attaquer.  Sur les côtés de la balle, il existe une région d'air de basse pression qui voyage à haute vitesse, comparée à la région d'air de basse pression/haute vitesse devant lui.  La vitesse lente de l'objet permet au fluide de rétablir une région de haute pression/basse vitesse en arrière de la balle, en laissant un sillage calme dans l'air.  Les régions d'air entourant la balle sont en équilibre et la force nette de la pression de l'air est donc nulle. La faible force de résistance (friction de l'air) et la force gravitationnelle sont donc les deux forces agissant sur la balle en mouvement.  Il n'y a alors aucune déviation de la trajectoire normale du projectile.
Lorsqu'un objet traverse un fluide à haute vitesse en laissant un sillage perturbé dans le fluide, les forces inertielles dominent et l'écoulement autour de l’objet est dit turbulent.  Imaginons le sillage laissé par un bateau qui voyage à haute vitesse dans l'eau, le sillage généré est identique à celui produit lors du service flotteur.  Comme observé lors de l'écoulement laminaire, la balle traverse l'air et il existe une région d'air de basse pression/haute vitesse à ses côtés et une région d'air de haute pression/basse vitesse devant lui.  Dans le cas du service flotteur, où la balle voyage à haute vitesse, l'air perturbé est lancé en petites tourbillons qui suivent la trajectoire de la balle (les coutures de la balle favorisant la formation de tourbillons).  Ces tourbillons se combinent pour créer un sillage d'air turbulent qui inhibe le rétablissement de la région de haute pression/basse vitesse qui suit la balle lors de l'écoulement laminaire.  La pression de la région d'air devant la balle est donc plus haute que celle qui suit la balle et les régions d'air sont déséquilibrées.

## L'effet de la turbulence
Le déséquilibre en pression d'air créé par le sillage turbulent de la balle respecte le principe de Bernoulli et crée une force s'opposant à la balle, directement proportionnelle au carré de sa vitesse.  Cette force se combine avec la résistance de l'air pour créer une force nette opposant la balle qui subit donc une accélération s'opposant à son mouvement horizontal.  À mesure qu'elle accomplit son trajet (lorsqu'elle dépasse le filet), sa vitesse horizontale se réduit sensiblement, ce qui permet une soudaine déviation verticale de la trajectoire du projectile.  La force gravitationnelle prend contrôle de la balle et elle tombe brusquement vers le plancher.  En plus de la force de traînée aérodynamique, les tourbillons d'air exercent des forces aléatoires latérales qui déterminent les déviations aléatoires plus mineures de sa trajectoire. L'effet de la turbulence est donc essentiel au service flottant.

## Pour obtenir l'effet
L'effet flottant du service est seulement obtenu lors de l'écoulement turbulent autour de la balle. Le nombre de Reynolds mesure le rapport de forces inertielles aux forces visqueuses d'un objet traversant un fluide, et indique si l'écoulement résultant est laminaire ou turbulent. Le nombre de Reynolds varie selon 4 facteurs:
- la viscosité du fluide
- la vitesse de l'objet ou du fluide en mouvement
- la forme et la longueur de l'objet
- la densité du fluide.

Il existe un nombre de Reynolds de transition où l'écoulement passe de laminaire à turbulent. Dans le cas du service flottant, les variables du nombre de Reynolds restent constantes, à l'exception de la vitesse. La balle doit donc franchir cette vitesse seuil pour assurer un écoulement turbulent.
Pour être certain d'obtenir l'effet désiré, le serveur doit alors garder en tête que la balle doit traverser l'air à une certaine vitesse sans entrer en rotation. L'énergie nécessaire à franchir cette vitesse seuil est possible à produire par une jeune fille avec la bonne technique ; le secret est donc dans le contact avec la balle. Le contact doit être brusque et rapide, au centre de la balle, et la main doit arrêter son mouvement immédiatement après, pour éviter la rotation de la balle.

### Sources et bibliographie
- « Comment servir au volley ball », sur fr.wikihow.com (consulté le 2 février 2015)
- (en) « Chapter 5 - The Science of Soccer », sur physics.hku.hk (consulté le 2 février 2015)
- (en) « Volleyball Physics - The Float Serve », sur zachsimonvolleyballphysics.weebly.com (consulté le 2 février 2015)
- Baptiste Darbois Texier, « Trajectoires flottantes », dans "Tartaglia, Zigzag & Flips" : les particules denses à haut Reynolds (thèse de doctorat de l'Université Paris 7), Paris, 2013 (lire en ligne), p. 95-117